# Црква Вазнесења Господњег у Петровцу на Млави
Црква Вазнесења Господњег у Петровцу на Млави припада Епархији браничевској Српске православне цркве. Подигнута је у периоду од 1866. до 1869. године великим залагањем Црквене општине и мештана, с обзиром на то да је њена изградња била услов да се тада село Петровац прогласи за варошицу и представља непокретно културно добро као споменик културе.

## Архитектура
Црква у Петровцу на Млави је саграђена у духу романтичарског историцизма, као једнобродна грађевина са олтарском апсидом на истоку, бочним певничким апсидама и звоником на западу. Просторно је подељена на једноделни олтарски простор, наос са полигоналним певничким просторима и припрату са галеријом над којом је изведен звоник. Декорацију фасада карактеришу архитектонски елементи у виду кровног и подеоног венца, фриза слепих аркадица, пиластара и детаљи изведени црвеном опеком који својим обликом прате лучне завршетке како правих тако и слепих монофора и окулуса. Посебна пажња је посвећена обради западне фасаде са наглашеним порталом, две слепе монофоре, једним окулусом и у завршници витким звоником.
Изузетно вредну сликарску целину чини иконостасна преграда изведена у класицистичком духу уз примену барокно-рокајне позлаћене декорације. Иконе на њој осликао је Настас Стефановић током осме деценије 19. века. Како сазнајемо из натписа са плоче која се налази на огради галерије, живопис је радио Никодим Бркић ђакон и сликар из Београда, а калиграфију М. Јанковић 1954. године.
Црква поседује вредне примере икона, богослужбених књига и сасуда, као и комада црквеног мобилијара.